# Libellago balus
Libellago balus is een libellensoort uit de familie van de Chlorocyphidae (Juweeljuffers), onderorde juffers (Zygoptera).
De soort staat op de Rode Lijst van de IUCN als bedreigd, beoordelingsjaar 2007.
De wetenschappelijke naam van de soort is voor het eerst geldig gepubliceerd in 2002 door Hämäläinen.